# Поляново (Пільський повіт)
Поляново (пол. Polanowo, нім. Eichfelde) — село в Польщі, у гміні Вижиськ Пільського повіту Великопольського воєводства.
Населення — 222 особи (2011).
У 1975-1998 роках село належало до Пільського воєводства.

## Демографія
Демографічна структура станом на 31 березня 2011 року:
|          | Загалом | Допрацездатний вік | Працездатний вік | Постпрацездатний вік |
| -------- | ------- | ------------------ | ---------------- | -------------------- |
| Чоловіки | 112     | 15                 | 90               | 7                    |
| Жінки    | 110     | 22                 | 66               | 22                   |
| Разом    | 222     | 37                 | 156              | 29                   |